# Novazza
Novazza [noˈvaʦːa] (Nvàssa [ˈɱvasa] in dialetto bergamasco) è una frazione del comune di Valgoglio, in provincia di Bergamo.

## Ritrovamento dell'uranio
Nel 1959, durante ricerche condotte dalla Somiren (Società Minerali Radioattivi Energia Nucleare, appartenente al gruppo ENI) su tutto il territorio nazionale, venne individuato il giacimento uranifero di Novazza, con una resa attorno a 1,5 kg/tonnellata. Anche se di modeste proporzioni, è l'unico giacimento di una qualche entità sul territorio italiano e con la possibilità di un utilizzo economico.
La società Somiren continuò le prospezioni sino al 1973 ma a partire dall'inizio degli anni ottanta, gran parte della popolazione, anche dei paesi circostanti, cominciò a manifestare un forte dissenso ritenendo pericoloso il minerale estratto, facendo rientrare il progetto e causando la chiusura definitiva della miniera di prospezione.

## Monumenti e luoghi d'interesse
La chiesa parrocchiale di Novazza, dedicata ai santi Pietro e Paolo e risalente al XIX secolo, possiede un ciclo di affreschi sulla vita di san Pietro, eseguito da Ponziano Loverini.